# 송나라
송(宋, 960년 ~ 1279년)은 중국의 옛 왕조이다. 960년 조광윤이 오대십국 시대 후주로부터 제위를 선양받아 개봉부를 수도로 삼아 나라를 세웠다. 국호는 송(宋)이었으나, 춘추 시대 송, 남북조 시대 송을 구별하고자 황실 성씨를 따라 조송(趙宋)이라고도 부른다. 송나라는 이후 요나라와 서하, 북쪽에 있는 금나라와 패권을 다투며 끊임없는 갈등을 겪는다. 결국 몽골족이 세운 원나라에 의하여 멸망하였다.
송나라는 세계에서 처음으로 지폐를 발행하였으며, 최초로 상비 해군을 설치하였다. 이 시기에 화약이 크게 발달하였으며 나침반을 사용하여 정북의 방향을 정확히 알아낼 정도로 과학 기술이 발달하였다.
송나라는 크게 북송과 남송, 이 2개의 시기로 나뉜다. 북송(北宋) 시기는 960년부터 1127년까지인데, 이 시기에 송나라의 수도는 개봉(開封)에 있었으며 중국 동부 대부분을 장악하였다. 허나 1127년 이후에는 송나라가 여진족이 이끄는 금나라에 밀려 북쪽 영토에 대한 영향력을 잃고 남쪽으로 쫒겨 내려가 임안(臨安)(지금의 항저우)로 도읍을 옮기는데, 이 때부터의 시기를 남송(南宋)으로 부르는 것이다. 이 시기 송나라 조정은 양쯔 강 남쪽으로 도망쳐 강남 지방을 중심으로 번성을 누렸으며, 황하를 포함한 중원 지역은 잃었으나, 여전히 막강한 경제력을 지니고 있었다. 이는 강남 지역의 거대한 인구와 생산력 높은 농지들을 기반으로 한 것이었다. 남송 시대에 송나라는 상대적으로 강력한 해군력을 가지고 있었으며, 야만족들의 침입을 막기위하여 군대도 양성하여 힘을 길렀다. 또한 화약의 사용 등 가히 혁명적이라 할만한 군사 기술들을 개발하며 중국 무기술의 꽃을 피워냈다.
1234년, 송나라 북쪽에 있었던 금나라는 몽골족에 의하여 멸망당했다. 이후 중국 북부는 몽골이 장악했으며, 몽골은 중국 남부의 송나라까지 정복할 기세를 보이며 송나라와의 불안정한 관계를 이어갔다. 몽골 제국의 4대 대칸인 몽케 칸이 1259년에 충칭을 공략하다 사망하자, 그의 아우였던 쿠빌라이 칸이 새로운 대칸으로 즉위하였다. 1271년에 쿠빌라이 칸은 자신을 중국의 황제로 선포하였으며, 원나라를 개창했다. 약 20여 년간의 치열한 전쟁 끝에, 1279년에 쿠빌라이 칸은 애산 전투에서 승리하며 결국 송나라를 멸망시키는 데에 성공하였으며, 이후 원나라가 천하를 통일하고 지배하게 되었다.
송나라 시기, 중국의 인구는 거의 2배로 증가했다. 이는 송나라가 중국 중남부의 쌀 생산을 장려하여 곡물 생산량이 크게 늘었으며, 동남아시아에서 들여온 품종을 개량하여 전국에 기르도록 한 점 때문이기도 하였다. 북송 시대에는 대략 2천만 가구가 살았는데, 한나라와 당나라의 2배에 달하는 수치였다. 북송 시대에는 약 9천만 명에 달하는 인구가 있었다고 추정된다. 이러한 급격한 인구 증가는 경제 혁명을 불러일으켰고, 도시가 성장했으며 통화 유통량 자체가 증가했다. 또한 돈줄을 틀어쥔 상인들의 힘이 늘어나며 중앙 정부의 경제에 미치는 영향력은 상대적으로 감소했으며, 그동안 귀족들에게 밀려 고위 관직에 오르지 못했던 유학자들이 점차 관직에 등용되기 시작하였다.
송 대의 사회적인 분위기는 매우 역동적이었다. 시민들은 서로 모여 활발히 토론하고 값진 예술품들을 교환하였으며, 축제가 시시때때로 열리고 주점이 활성화되어 사람들 간의 교류도 늘어났다. 또한 목판 인쇄술이 발달, 문학과 지식의 전파의 속도가 매우 빠르게 일어났고, 그 외에도 과학, 철학, 수학, 건축학 등이 송나라 내내 번성하였다. 정이와 주희와 같은 대철학자들이 불교의 개념을 섞어 유교의 틀을 다잡았으며, 고전들을 새롭게 엮어 성리학의 핵심 개념들을 만들어냈다. 수나라 때부터 시작된 과거제는 송나라 시기에 더욱 그 역할이 커졌고, 이 과거제에 합격하여 임용된 능력있는 관리들은 점차 세습 귀족들을 몰아내고 조정을 관료제적인 성격을 띠도록 만들었다.
이 시기 당나라 시대부터 크게 발달한 괭이 등의 농기구 등을 바탕으로 점성도(占城稻)라는 안정성 있는 품종의 조도(早稻)를 도입해서 쌀과 보리의 이모작으로 확대했다.

## 역사

### 북송
송나라는 후주(後周)의 전전도점검(殿前都点檢;근위군 대장)이었던 조광윤(태조)이 960년에 후주 최후의 황제로부터 선양을 받아 건국하였다. 태조 조광윤은 중국의 분열상태 종식을 목표로 삼고 이후 16년 간을 중국의 나머지 영토들을 정복하는 데에 바쳤다. 그는 이 정복 사업으로 이전 한나라와 당나라의 영토 대부분을 되찾는 데에 성공했고, 마침내 오대십국 시대를 끝냈다. 태조는 개봉에 수도를 잡았고, 강력한 중앙정부를 만들었다. 이 시기부터를 북송 시대의 시작으로 본다. 그는 과거제를 중시하여 행정적인 안정성을 꾀했고, 관리들을 세습 대신 능력 중심의 시험을 통하여 주로 뽑고자 했다. 또한 도로를 확장하고 제국 곳곳을 연결하기 위하여 수많은 사업들을 벌였다. 그는 지도학자들을 시켜 모든 지방들과 도시들의 상세한 지도를 그리게 하였고, 이를 합쳐 전국 전도를 만들었다. 태조는 기술과 과학 발전도 장려했다. 이 때에 송나라의 과학자 장사훈(張思訓)이 태평혼의(太平渾儀)와 같은 시계들을 만들기도 하였다. 태조는 이후 병사하여 세상을 떠났고, 그의 뒤를 이어 태종이 황위에 올랐다. 태종은 중국을 완벽하게 통일했으며, 과거제를 완전히 확립하였다.
송나라 조정은 인도의 촐라 왕국, 이집트의 파티마 왕조, 중앙아시아의 카라한 칸국, 한반도의 고려, 일본 등과도 외교 관계를 맺었으며, 왕조 교체기 간의 혼란을 수습하기 위하여 최선을 다했다. 당시 송나라의 기록에는 심지어 비잔티움 제국에서 온 대사를 1081년에 황제가 접견하였다는 내용까지 있을 정도로, 송나라는 국제적으로 많은 나라들과 친교를 맺었다. 다만 송나라는 바로 국경을 접하고 있는 나라들과는 딱히 관계가 좋지 못했다. 태조의 치세 때에 송나라는 북동쪽 국경을 접한 요나라와 북서쪽에 있는 서하를 어떻게 다룰 지에 대한 기본 방침을 정했는데, 이 기본 방침이라는 것이 전쟁과 유화술을 동시에 병행한다는 내용이었다. 송나라는 군을 동원하여 요나라를 공격, 938년 이래 요나라의 영토였던 연운 16주를 되찾아오는 데에 성공하기도 했다. 하지만 곧이어 요나라의 군대가 밀려들어왔고, 1005년까지 지속적으로 송나라의 북쪽 국경을 넘나들며 약탈하였다. 이후 전연의 맹을 맺고 난 이후에야 요나라는 침략을 멈추었다. 이 전연의 맹이란 송나라가 돈을 주고 요나라에게 평화를 산 협약으로 주로 평가되는데, 송나라는 요나라에게 공물을 바쳐야했으며 요나라를 송나라와 동등하게 대우해야만 했다. 다만 송나라의 경제는 워낙 거대하였고 요나라는 상대적으로 경제가 빈약하였기에 요나라에 바치는 공물이 송나라에게 큰 부담이 되지는 않았다. 송나라에게는 오히려 '야만적인' 요나라를 자신들과 동등하게 대우해야 한다는 내용이 더 자존심이 상했던 것이다. 이후 송나라는 국경에 거대한 숲을 조성했는데, 이는 요나라의 기병들이 쉽게 송나라로 남하하지 못하도록 막기 위한 것이었다.

재상 왕안석

송나라는 한편 북서쪽의 서하와도 맞서 싸워야만 했다. 11세기 초, 송나라 군대는 과학자, 장군, 관리였던 심괄의 지휘 하에 서하를 상대로 몇몇 승리를 거두었다. 허나 이 승리는 심괄과 그 부하들 간에 불화가 일어나면서 빛이 바랬고, 이들이 얻어낸 영토는 결국 다시 서하에게 빼앗겼다. 이후 송나라는 또다시 금나라와 때와 같이 서하와 평화조약(경력의 화약(慶暦和約)을 맺었고, 서하에게 공물을 보내야만 했다. 1075년과 1077년 사이에는 베트남의 리 왕조와도 국경 분쟁을 벌였고, 송나라는 이 전쟁으로 광시성에 엄청난 타격을 입었다. 송나라는 이후 대군을 동원, 리 왕조의 수도인 탕롱까지 진격해나갔고, 결국 베트남과 송나라 모두 막대한 타격을 입자 평화 조약을 맺는 것으로 전쟁이 끝나고 말았다. 1082년에는 서로 빼앗은 영역들을 원래 주인들에게 돌려주었으며, 이와 함께 전쟁 포로들도 함께 교환했다.
11세기, 조정은 서로 파벌이 나뉘어 싸우기 시작했다. 이들은 송나라의 복잡한 사회와 경제를 어떻게 관리할 것인지를 주제로 두고 싸웠으나, 실제로는 그저 권력 다툼에 불과했다. 이런 와중에 이상주의자였던 범중엄이 재상에 올랐고, 그가 관리 임용 방식, 하급 관리들의 수입, 고등 교육 후원 제도의 확충 등을 통하여 개혁을 진행하려 하자 거센 반발에 부딪혔다. 결국 범중엄은 재상직에서 쫒겨났고, 그의 뒤를 이어 왕안석이 새 재상에 올랐다. 6대 황제였던 신종은 왕안석을 등용하여 국정개혁을 하고자 한 것이다. 왕안석은 현재의 부패한 관료제와 교육 제도를 신랄히 비판했고, 송나라 조정에 만연한 부패와 방치, 무관심을 없애려 노력하였다. 그는 개혁적인 법들을 대거 만들었고, 이를 왕안석의 신법(新法)이라 불렀다. 왕안석의 신법은 주로 영세농민의 보호와 대상인, 대지주의 억제를 목표로 했다. 또한 지세를 개혁하여 세법을 개정하고, 정부가 몇몇 상품을 독점하여 이에서 세금을 걷으며, 과거제의 기준을 상향시켜 더욱 실력있는 관료들이 임용될 수 있도록 하였다.
허나 이러한 신법은 조정을 반으로 갈라지게 했다. 왕안석의 신법을 지지하는 자들은 '신법파'로 불렸고, 이를 반대하는 보수 세력들은 구법파(舊法派)라고 불렸다. 구법파는 사마광이 이끌었다. 이들은 모든 정치 문제에서 첨예하게 갈등했고, 서로의 파벌에 속한 사람이면 아무나 가리지 않고 처형하거나 귀양보내버리기에 혈안이 되어있었다. 이 때 유명한 시인이자 관리였던 소동파도 왕안석의 개혁을 비판하였다는 이유로 귀양을 가야만 했다.
송나라 중앙 조정은 반으로 나뉘어 싸우고 있던 와중, 송 외부 사정은 급박하게 돌아가고 있었다. 만주 지역에서 요나라의 지배를 받던 여진족들이 1115년에 금나라를 세웠고, 요나라에 맞서 전쟁을 벌이기 시작하였다. 이렇게 되자 송나라의 관리들은 휘종에게 금나라와 연합을 맺어 함께 요나라를 치자고 설득했고, 이들은 해상의 맹약(海上盟約)을 맺어 요나라를 무너뜨릴 때까지 서로 연합하기로 결정했다. 무너져가던 요나라는 결국 1125년에 멸망했고, 송나라는 요나라를 막기 위해 북쪽 국경에 지어놨던 숲들을 깔끔하게 밀어버렸다. 한편 금나라는 요나라를 멸망시킨 이후에도 성이 차지 않았다. 이들은 문치주의에 기반한 송나라의 군사적 취약함을 잘 알고 있었고, 결국 점차점차 송나라를 침략해들어오기 시작했다. 그러다가 송나라가 금나라에 대항하기 위해 요나라의 잔당과 손을 잡은 사실이 드러났고, 이는 금나라의 분노를 사서 결국 전쟁이 터지게 되었다. 앞서 말했듯 요나라가 망한 직후 국경의 숲도 없어진 송나라는 빠르게 밀렸다. 금나라의 군대는 빠르게 남진했고, 결국 1127년 개봉이 공격당해 함락되고 황제 흠종, 태상황(太上皇) 휘종과 조정 대신들 대다수를 북쪽으로 사로잡아 갔다(정강의 변).
남아있는 송나라 군대는 흠종의 동생이었던 강왕(康王) 조구(趙構)를 중심으로 다시 모였다. 조구는 스스로 고종으로 즉위하였고, 양쯔 강 이남으로 후퇴하여 임안에 새로운 수도를 세웠다. 이 시기 이후의 송나라를 남송이라고 부른다. 금나라에게 패배한 이후, 송나라는 중국 북부에 대한 지배권을 상실했고, 금나라는 중원을 차지한 자신들을 정통 중국 왕조라고 여기기 시작했다. 금나라는 이후 5대 원소들 중 흙을 자신들의 상징 원소로, 황색을 황실의 색으로 채택했다. 이는 송나라의 상징 원소였던 불 다음에 오는 원소가 흙이었기에, 금나라가 송을 제치고 중국을 지배하는 정통 왕조라고 여기게 하기 위함이었던 것이다.

송나라 고종

### 남송
송나라는 중원 지역을 잃고 양쯔강 이남으로 밀려 내려갔으나, 여전히 강력한 경제력을 바탕으로 금나라에 맞섰다. 금나라 군대는 세를 몰아 임안까지 점령했고, 고종은 피난을 갔다. 당시 남송에는 악비나 한세충과 같은 명장들이 있어 금나라를 성공적으로 막았으며, 금나라 군대를 다시 양쯔강 전선 이북으로 밀어 올렸다. 조정은 조선 기술을 장려, 수많은 군선을 건조하여 해군력을 강화하는 한편, 항구도 개축하고 등대도 세워 해양력을 강력히 하였다. 이때 광저우, 취안저우, 샤먼 등에 있는 항구를 크게 정비했다. 이는 군선 기지로 활용했을 뿐만 아니라, 일반 상선도 활발히 사용하여 남송 시대 해양 무역을 촉진하는 역할까지 하였다. 이렇듯 남송은 처음에는 금나라를 상대로 맹렬히 싸웠으나, 진회가 재상으로 취임하면서 주전론(主戰論)자들을 누르고 금나라와 화평을 맺었으며, 악비는 살해되었다. 진회 사후 금나라 4대 황제 해릉왕이 침공을 개시했으나, 금나라 황족 완안옹(完顔雍)이 반란을 일으켜, 해릉왕은 죽고 완안옹은 금나라 세종으로 즉위하어 송나라와 화평을 맺었다. 같은 해 고종은 퇴위하여 상황이 되고, 양자인 조신(趙慎)이 즉위하여 효종이 되었다.
송나라가 해양력을 정비하고 해상 무역을 장려하자, 점차 송나라의 해상 교역량은 늘어났다. 송나라 상인들은 바다 곳곳을 누비며 물건들을 싣고 오고갔고, 송나라의 경제력도 함께 부강해졌다. 한편 이렇게 상선들이 많이 오고가자 해적들도 늘어나기 시작했다. 송나라는 이를 막기 위하여 상시적인 해군의 필요성을 인지했고, 결국 1132년에 처음으로 상설 해군을 창설하여 본부를 딩하이구에 두었다. 송은 이 해군을 이용하여 11161년에 양쯔 강에서 금나라 해군을 꺾었으며, 이 전투들에서 송나라가 개발한 과학기술을 적용한 무기들을 대거 사용하였다. 이 전투들에 사용된 무기들에는 화약 폭탄들도 있었다. 당시 금나라 해군은 해릉양왕이 직접 이끌었고, 600척이 넘는 군선에 7만 명에 달하는 대군이었고 송나라 해군은 반면 120여 척의 배에 3천 명밖에 되지 않았다. 허나 송나라 해군은 화약의 압도적인 힘과 빠른 게릴라 전술들을 효과적으로 사용, 금나라 해군을 꺾는 데에 성공했고, 이후 이에 고무된 송나라 조정은 계속적으로 해군력을 증강시켜나갔다. 이 전투 후 100여 년이 지나자, 송나라는 5만 2천 여 명에 달하는 해군을 보유하고 있을 정도였다.
효종시대 송나라와 금나라의 관계는 안정되어 평화가 찾아왔다. 효종은 불필요한 관리의 숫자를 줄이고, 당시 남발기미가 보이던 회자(會子;지폐)의 절제 및 농촌의 체력회복, 침체되어 잇던 강남 경제의 활성화등 여러가지 개혁을 추진하였다. 송나라는 세입을 늘리기 위하여 부유한 지주들의 토지를 압수, 농민들에게 나누어주어 세원을 다양화하고자 하였으며, 이러한 조치는 지주들의 극심한 반발을 샀으나 조정의 의지가 워낙 강력하여 이를 꺾지는 못하였다. 사실 이전까지만 하여도 이 지주들은 중앙의 관리들과 결탁하여 세금을 탈세하고 특권을 누리며 송나라의 재정을 극도로 악화시켰던 것이다. 그러나 효종이 1189년 퇴위하여 상황이 되고, 조돈(趙惇)이 즉위하여 광종이 되었으나, 한탁주 등 반대파들에 의해 광종은 퇴위당했으며, 정권을 잡은 세력들은 반대파들을 대거 숙청하였다(경원의 당금(慶元之党禁). 이 시기 주희의 주자학(당시 도학(道學)이라고 불렸다)도 거짓학문이라고 탄압받았다(경원위학의 금(慶元偽學之禁).
송나라가 점차 금나라를 어느 정도 다룰 수 있게 되었을 때, 금나라 북쪽에서는 새로운 세력이 떠오르고 있었다. 이들이 바로 전세계를 재패했던 몽골인들로, 당시에는 칭기즈 칸이 이끌고 있었다. 칭기즈 칸은 1205년부터 점차 금나라를 공략하기 시작했고, 1211년에는 대대적으로 침공하여 거의 멸망 직전까지 몰고갔다. 이렇게 금나라가 무너져가는 것을 본 한탁주는 북벌을 감행했으나 실패했다. 결국 1207년 금나라의 요청으로 한탁주는 살해되고, 그의 머리는 소금에 절여져 금나라로 보내지는 것으로 금나라와 다시 화의를 맺었다. 금나라는 이렇게 송나라를 상대로는 강한 모습을 보일 수 있었으나, 떠오르는 태양인 몽골족들에게는 속절없이 무너졌다. 1211년에 몽골이 내륙지대 깊숙이 들어와 엄청난 약탈과 파괴를 일삼자, 결국 금나라는 항복할 수 밖에 없었고, 몽골족의 봉신으로서 매년 공물을 바칠 수 밖에 없었다. 이후 금나라가 북쪽의 침입을 대비하기 위하여 수도를 베이징에서 개봉으로 천도했을 때, 몽골인들은 이를 반란으로 여겼다. 1233년 오고타이 칸이 이끄는 몽골 제국 군대가 금나라의 수도 개봉(카이펑)을 함락하였고, 남쪽으로 도망친 금나라 최후의 황제 애종을 송나라군과 협력하여 사로잡아 1234년에 금나라는 완전히 멸망했다.
금나라가 망한 후, 송나라군은 북상하여 낙양과 개봉을 회복하였으나, 이것은 송나라가 더 이상 북쪽으로 올라오지 않겠다는 내용의 몽골과의 조약을 위반한 것이었었기에 몽골과 남송 사이에서 전쟁이 일어났다. 1235년 2월, 몽골의 쿠릴타이에서 남송에 대한 전쟁 선포를 결의하였고, 1237년이 되자 몽골군은 물밀듯이 밀려와 남송의 영토 상당수를 장악하였다. 상황이 반전된 것은 당시 송나라의 명장 맹공 때문이었는데, 맹공은 직접 군대를 지휘하여 몽골군을 연전연패시켰으며 양양 일대를 수복하고 사천 일대를 다시 송나라의 영토로 점령하는 등 큰 공을 세웠다. 또한 이 때에 중원에서 수많은 한족들이 송나라로 피난을 왔는데, 맹공은 이들을 활용하여 군대를 늘리고 대몽골 방어선을 단단히 하였다. 1241년, 오고타이 칸이 죽자 몽골은 새 대칸을 뽑기 위하여 잠시 후퇴하였고, 시간을 번 송나라는 이 기회를 활용하여 방어선을 단단히 구축하기 시작하였다. 남송은 맹공의 주도로 사천 지방에만 10여 개의 성을 새로 쌓았으며, 특히 양양 지역 등 천혜의 요새들을 강화하고 이들을 이어 쉽게 무너지지 않을 난공불락으로 변모시켰다. 몽케 칸은 다시 군대를 나누어 대대적인 침공에 들어갔다. 당시 몽골의 대칸이었던 몽케 칸은 이미 1253년에 동생 쿠빌라이를 시켜 운남의 대리국을 점령하여 남송을 포위 공격할 기반을 다졌는데, 이 공격으로 남송을 멸망시킬 작정을 했다. 몽케 본인이 이끄는 주력은 사천, 동생 쿠빌라이는 악주(오늘날의 호북성 무한시), 다른 별동대는 운남에서 담주(오늘날의 호남성 장사시)로 치고 들어갔다. 몽케는 사천의 성도를 공략하고 곧이어 사천 합주 조어성(오늘날의 사천성 중경시)를 공격했다. 사천의 다른 지역이 겁을 먹어 싸우지도 않고 항복했던 것과 달리 남송의 명장이자 맹공의 부장이었던 왕견은 주민 10만과 결사 항전을 주장하여 저항했고 몽케 칸 5개월 동안 공성전을 펼치다가 철통 같은 방어를 뚫지 못하고 진영에 돈 전염병에 걸려 죽었다. 이 조어성 전투는 세계사에 막대한 영향을 끼쳤다. 이후 몽케 칸이 죽자 새로운 대칸을 뽑기 위하여 쿠릴타이가 열렸고, 이 쿠릴타이에 참석하기 위하여 서방에서 유럽을 공략하고 있던 몽골군이 동쪽으로 후퇴하였던 것이다.

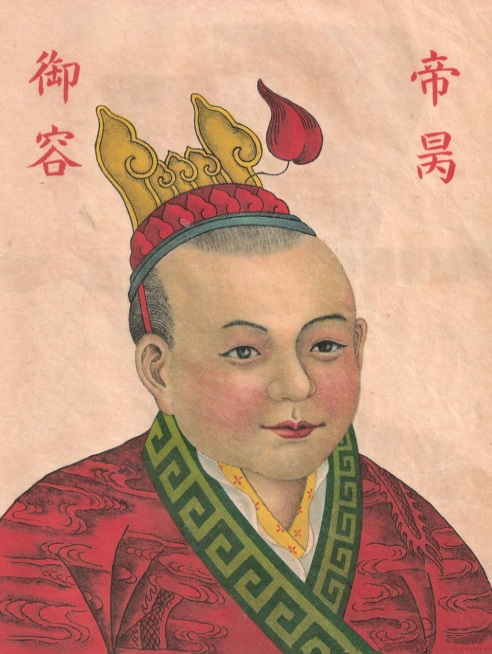
송의 마지막 황제 소제

몽케 칸이 죽은 직후 송나라에서는 전쟁 영웅을 자칭했던 간신 가사도가 재상직에 올랐고, 가사도가 송나라의 군력을 깎아먹으며 송나라는 점차 멸망의 길로 접어들었다. 한편 몽골의 쿠릴타이에서 몽케 칸의 동생 쿠빌라이가 칸에 올랐고, 쿠빌라이는 10만 명이 넘는 군대를 이끌고 남송의 핵심적인 요충지였던 양양을 공략하였다. 송나라 군대는 양양에서 끈질기게 버텼으나, 몽골 군대가 보급로를 끊고 지원군도 차단하며 결국 공성 6년만인 1274년 3월에 무너지고 말았다. 이후 쿠빌라이가 양양을 함락하자, 몽골 군대는 거침없이 남쪽으로 진군했다. 당시 몽골 군을 이끌던 장군 바얀은 끊임없이 송나라 장군들을 회유하려 하였으나, 몽골에 항복한 자들은 하나도 없었다고 전해진다. 이후 벌어진 전투에서 송나라 수군의 결사 항전에 바얀의 군대도 상당히 고전했으나, 작전을 바꿔 철기병을 멀리 우회해 따로 상륙시켜 후방에서 적을 동요케 하자 심리적으로 흔들린 송나라 수군은 결국 무너지고 말았다. 같은해 6월엔 20만 대군이 강주를 함락시켰으며 이에 남송은 15만 대군으로 맞서보려 했으나, 두 번의 누란지세를 이겨낸 명장 맹공과 왕견 같은 장수는 더 이상 없었고 이 군세를 이끈 건 간신 가사도였다. 결국 이 군대마저 괴멸되어 가사도가 죽은 뒤엔 남송의 운명은 정해졌고, 1276년엔 수도 임안마저 함락되었다.
임안이 함락된 이후, 송나라 조정은 망명정부 형태로 간신히 존속해나갔으며, 마지막 재상 문천상이 최후의 4년을 분투했다. 이때 양진이라는 인물이 "내가 저들의 진영에 가서 시간을 벌겠다." 며 기지를 발휘해 몽골 군대에 사로잡히면서 시간을 벌었고, 그 사이에 나머지 인물들은 도망치는데 성공했다. 이런 피눈물나는 노력에도 불구하고, 결국 최후의 보루였던 푸저우까지 함락당하자 송나라 조정은 홍콩 근처까지 도주해서 계속 정부를 이어나갔고, 이 와중에 문천상은 몽골군에게 사로잡혔다. 그리하여 홍콩 광주만(廣州灣)의 애산(厓山)에서 소략한 임시 정부를 꾸린 최후의 잔존 세력은 군-민을 합쳐 모두 20만 명 가까이 되었다. 아직 숨이 간신히 붙어있는 송나라 조정의 국정은 거의 다 충신 육수부(陸秀夫)가 전담해서 책임졌는데, 육수부는 절망적인 상황에서도 품위를 잃지 않고 꼿꼿하게 행동하다가도, 조정이나 군대에 혼자 있게 되면 늘 비통한 생각에 눈물을 흘렸으며, 그 모습을 본 다른 사람들도 다 눈물을 흘렸다고 전해진다. 또한 이 잔존 세력에는 옛 후주의 황실 가문이자 송 태조 조광윤에게 황위를 선양한 시씨 가문도 끝까지 참여했다.
결국 송나라는 1279년, 애산 전투에서 쿠빌라이 칸이 이끈 몽골 군대에게 완전히 패배하면서 비극적인 최후를 맞고 멸망한다. 당시 마지막 송의 군대는 육군은 내륙, 나머지 해군은 800척 정도의 전함에 머물며 최후의 대결을 준비했고, 백성들과 관료 황족들은 몽골 지배하엔 살지 않겠다고 하여 수십 만 명이 그나마 안전한 바닷배에 있었다. 함대전으로 펼쳐진 애산 전투의 초반은 송나라의 장세걸이 이끄는 함대가 유리해보였지만, 몽골 군대를 이끌던 장수 장홍범은 물러나서 풍악을 올리며 쉬는 척을 하더니 이내 포위전을 개시했다. 포위당한 송나라 병사들은 먹을게 없어 바닷물을 마시고 구토하며 버텼으나 결국 완전히 대패하고 말았다. 이 때 수백 척이나 되는 함선이 가라앉았고, 수만 명이 물에 빠져 죽었다. 이 때 이미 포로로 잡혔던 문천상도 몽골 군영 내에 있었는데 남은 송나라군에 항복하라는 편지를 보내라고 장홍범이 종용했으나 그는 끝까지 거부했고, 문천상의 충심에 감복한 장홍범도 결국 더 이상 그런 요구를 하지 않았다고 한다.
이때 육수부는 완전히 패망하기 직전까지도 7살이 된 황제 소제에게 역사를 가르치고 있었다. 그리고 결국 송나라 군대가 패하고 모든 것이 확정되자, 어린 황제와 함께 같이 물에뛰어들었다. 황제의 어머니인 양 태후는 패전의 대혼돈 속에서 구출되었으나, "일이 이렇게 되었는데 내가 더 살아서 무엇을 하겠나" 며 바닷물에 몸을 던져 자결했다. 이렇게 7살의 마지막 황제와 황족들, 신하들이 다 바다에 빠져 자살하였다. 몽골 기록에 다음날 떠오른 시체만 10만 구였다고 전해진다. 한편 송나라 함대를 이끌었던 장세걸은 다음 기회를 노리기 위하여 남은 군선들을 추슬러 먼 바다로 떠나려 하였으나, 때마침 태풍이 불어닥치며 장세걸과 그를 따르던 부하들은 결국 바다 속으로 깊이 가라앉고 말았다. 이로써 송나라는 1279년, 300여 년의 역사를 뒤로 하고 완전히 멸망하게 된다.

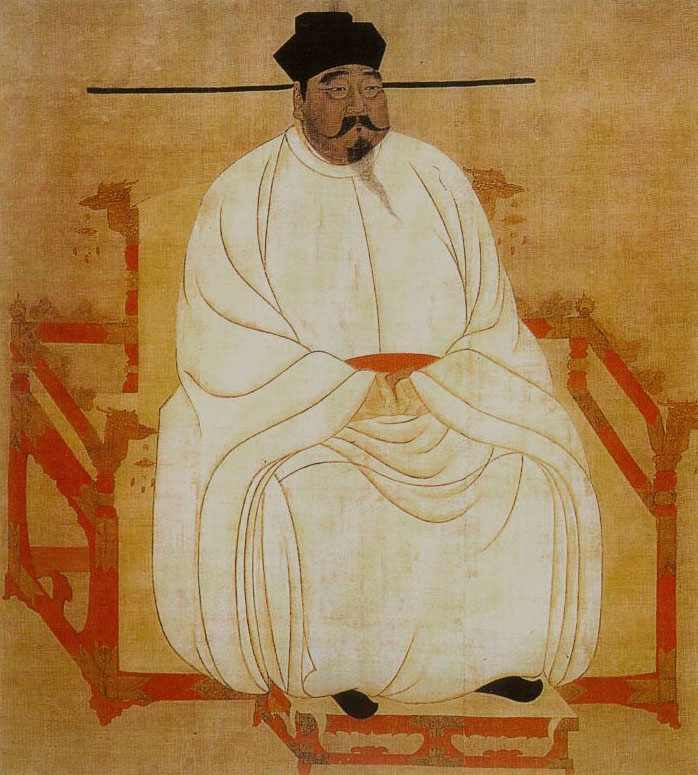
송 태조 조광윤

## 군대
당나라가 각지에 군벌이라고 말할 수 있는 절도사의 할거를 허락하여 이윽고 오대십국시대의 전란으로까지 이르는 것을 교훈삼아, 송나라는 과거(科挙)를 본격적으로 운영하여 명실공히 문신 관료제, 문치주의가 완성되게 되었다. 황제가 사대부출신의 관료를 수족으로 사용하여 국정을 맡기는 체제는 황제전제, 군주독재라고도 칭한다. 수나라의 문제에 의해 시작된 과거제도였으나, 과거가 실제적인 의미로써 효력을 발휘한 것은 송나라 때부터라고 말할 수 있다.
송나라의 군사제도는 용병제(傭兵制;모병제)였다. 태조는 금군(禁軍)의 제도를 고쳐 전군의 사령관직을 폐지하고 황제 직속으로 만들어 군대를 직접 다루고자 하였다. 송나라의 상비군은 북송 중기에 140만 명에 달했으나, 숫자만 많을 뿐 실전 경험이 별로 없는 불안한 병사가 많았다. 사료에서도 중국 통일후의 송나라군의 전력(戰歷)은 승리한 전투가 압도적으로 적었다. 송나라의 군사제는 기본적으로 군대가 황권을 위협할 수 없도록 만들어진 구조였고, 전쟁에서도 딱히 효율성을 발휘하지 못했다. 북송의 경우 재상이 병부를 통해 군대를 지휘할 수 있었는데, 이들은 금군에게는 아무런 지휘권한이 없었다. 금군은 크게 3명의 장군들이 나누어 지휘하였고, 이 3명의 장군들은 오직 황제에게만 복종했다. 다만 전투에 나갔을 경우에는 이야기가 달라지는데, 황제가 직접 전쟁에 나가는 경우는 많지 않았기에 전쟁에서 이 3명의 장군들이 서로 분열하여 내분이 일어나는 경우가 빈번했던 것이다. 게다가 송나라 조정은 유능한 장군들이 나올 때마다 역모를 의심하여 숙청하곤 했는데, 가장 대표적인 예가 명장 악비나 한세충 등이 있었다.
송나라의 상비군은 140만 명이 넘었다. 50명이 모여 한 개의 소대를 이루었고, 소대 2개가 모여 중대를 이루었다. 또한 중대 5개, 즉 500명이 모여서 대대를 구성하였다. 한편 나름대로 고도의 기술이 필요한 석궁수들은 일반적인 편제에 포함되지 않고 독립적인 편제에 소속되었다. 이들은 기병들이 진격할 때 석궁을 쏘아 기병들을 효과적으로 막아내는 역할을 하였는데, 특히 송나라의 주적이었던 요나라와 서하가 기병 위주 군대를 운용했기에 석궁병들의 역할이 매우 중요했던 것이다. 송나라 정부는 석궁 개량을 크게 장려했고, 이 때문에 송나라 때 중국 석궁의 사정거리가 크게 길어졌다. 송나라 기병들은 여러 무기를 다룰 줄 알아야만 했는데, 이들은 말 위에서 장검, 창, 활, 화약을 사용해 만든 화창 등 당시로서는 최첨단의 무기들을 모두 사용해 적에 맞섰다. 다만 군마의 경우에는 송나라가 북쪽의 요나라와 금나라에게 밀렸는데, 이는 주요 군마 생산지들이 모두 중국 북부에 집중되어 있었기 때문이었다. 송나라도 이를 알고 있었고, 군마를 생산하기 위해 전력을 다했다. 송 진종 때에 송나라는 20만 필의 말들을 길렀으며, 신종때에는 15만 필의 말들을 더 길러냈다. 다만 이런 노력에도 불구하고 당나라 시절의 70만 필에는 턱없이 못미쳤다. 이러한 부족분들을 채우기 위해 송나라는 북부 국경을 통해 매년 4만 필에 달하는 말들을 사들이기도 했다. 이처럼 송나라는 기병이 밀렸기에 보통 요나라와 서하 군대와 싸울 때 대기병용 도끼, 석궁, 장창 등을 이용하여 상대해야만 했다.
송나라의 군대는 보병이 주축이 되었기 때문에 기병을 주력으로 한 요나라 및 서하를 상대로 고전을 면치 못하고, 많은 피해를 입었다. 또 140만에 달하는 막대한 병사를 고용하기 위해 쓰이는 군사비나 외세(요나라, 서하, 금나라 등)하고 평화유지를 위해 많은 세폐를 바쳐야했기에 국가예산을 지속적으로 압박했다. 거기에 더해서 문인중시주의 때문에 무인은 매우 경시되어 중국 속담에서는 '좋은 철은 못에 없고, 좋은 인간은 군대에는 없다'라는 말이 나돌았다.
결과적으로 병사를 모집하기 위한 것에도 고생이 많아, 병사들은 죄인출신자 및 품행이 좋지않은 자들로 구성되어 채워지게 되었기에 사기 및 규율도 낮아지게 되었다. 또 도망을 방지하기 위해 병사들에게는 모두 문신이 실시되어 일반 백성들과 구별하게 하였다. 이와 같은 처우가 계속되자 군의 질은 송나라 말기로 갈수록 떨어졌고, 결국 멸망에 이르는 길을 열어주게 된 것이다. 당나라 때까지는 도시는 밤이 되면 문을 닫고, 도시안의 각 지구도 출입을 금지하였으나, 송나라대에 이르러서는 이것을 폐지하여 개봉은 밤에도 도로상에 상점이 빼곡히 들어섰고, 도시에는 사람의 모습이 끊이지 않았다고 전해졌다.

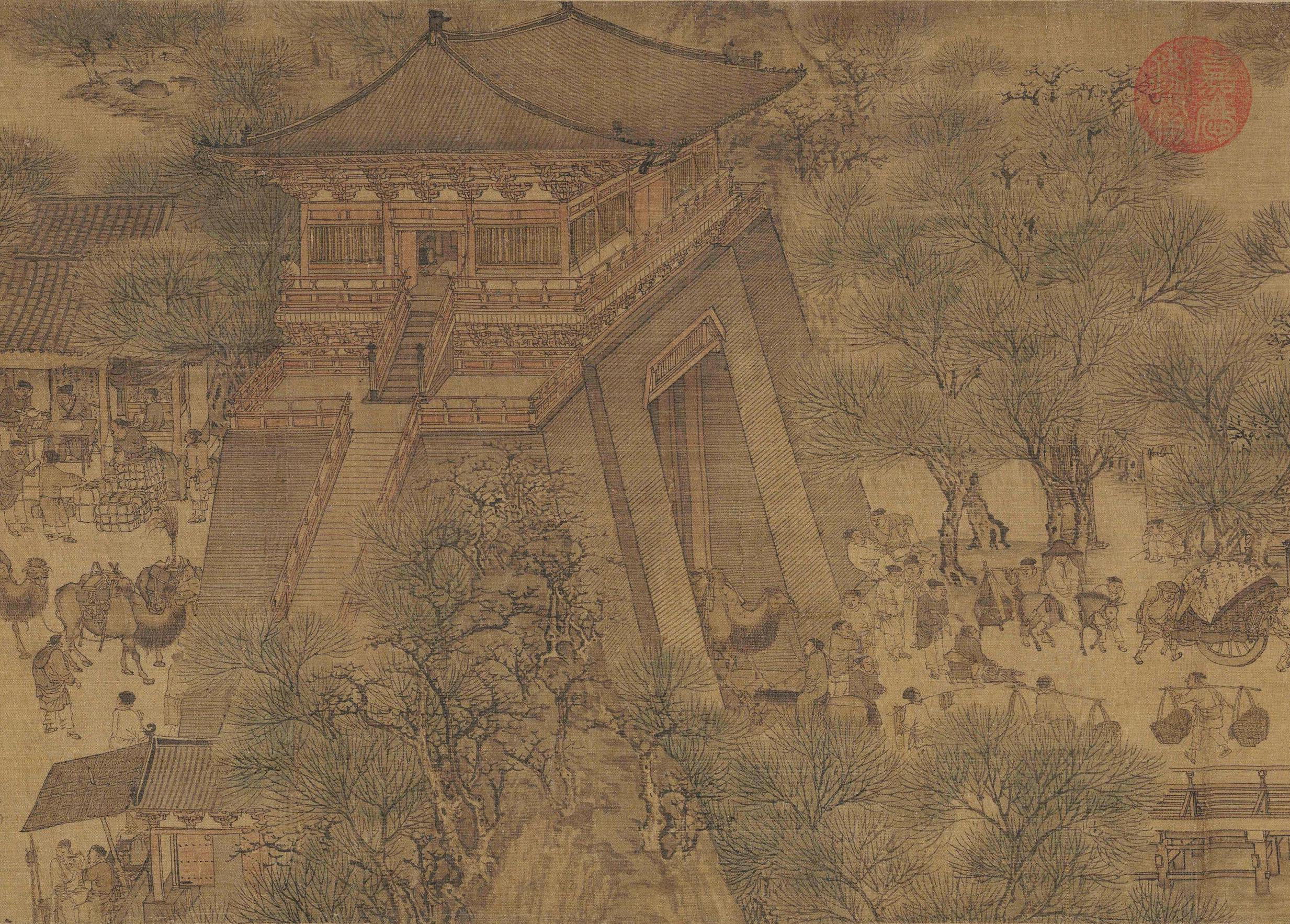
송 대의 성문

## 사회
송나라 시기의 중국 사회는 행정적인 관료체계와 함께 고도로 복잡한 사회 제도가 돌아갔다. 이 시기에 개봉과 항저우는 백만 단위의 인구를 자랑하며 세계에서 가장 거대한 도시들 가운데 하나였고, 도시의 시민들은 다양한 사교장들과 오락거리들을 향유했다. 도시의 학교와 사찰들에서는 교육과 종교 활동들을 할 수 있었다. 송나라 조정은 은퇴한 자들을 위하여 복지소를 만들었고, 공공 의료기관을 만들었으며 빈곤한 자들을 위한 공동묘지를 조성하여 주는 등 국민들의 복지에도 힘썼다. 송나라는 한나라의 본을 따 우편 제도도 확충, 제국 전역에 소식이 빠르게 전달될 수 있도록 하였다. 정부는 수 천명에 달하는 우편부들을 고용하여 역, 우편소 등에 배치하였으며, 이들을 효과적으로 계급을 나누어 편제를 확립하였다. 시골의 농부들은 자영농, 소작농, 지주 계급 등으로 크게 나뉘어 있었다.
송나라의 주요 이념이었던 유교 때문에, 여성은 남성에 비하여 상대적으로 사회적 지위가 낮았으나 여전히 중국의 타 왕조기에 비하여 높은 자율성을 누렸다. 이들은 사회적, 법적 특권들을 누렸으며 집에서도 어느 정도의 권리를 인정받았다. 또한 조그만 사업들을 직접 할 수 있기도 하였다. 송나라의 사회가 점차 부유해지고, 결혼을 할 때에도 신부 쪽 가문에서 더 많은 지참금을 내게 되자, 가정에서 여성들의 발언권은 점차 증가해갔다. 남자 자손이 없는 경우, 딸들이 대신 가문의 재산을 물려받을 수 있었고, 아들이 없는 여성의 경우에도 이를 모두 상속받을 수 있었다. 송나라 시대에는 여성들에게도 고등 교육을 시키는 것을 당연하게 여겼으며, 이 때문에 여성들의 교육 수준도 자연히 높아 나중에 자식들에게 학문을 가르치기도 할 정도였다. 이 시기에는 특출난 여성 시인들이 등장하기도 했는데, 가장 대표적인 예가 유명한 여성 시인 이청조였다.
이 시기에는 종교도 사람들에게 막대한 영향을 끼쳤으며, 일상생활 곳곳에 종교가 녹아들어가 있었다. 주로 도교, 불교, 조상신 숭배가 주를 이루었으며 중국 전통 민속 신앙도 크게 발달하였다. 송나라 시기에는 이전 당나라 때보다도 많은 인도 승려들이 중국으로 건너와 불교를 융성케 하였으며, 많은 외지인들이 중국으로 정착하여 문화를 풍성하게 하였다. 특히 중동에서 온 무슬림들, 유대인들, 페르시아인들도 이 때에 송나라에 정착하며 문화적 다양성을 증대시켰다.
송나라는 문화 발전을 크게 장려하였고, 사람들이 서로 즐기며 새로운 문화들을 꽃피워나가도록 도왔다. 이 때에 연등제나 청명제 등의 축제들이 열리며 사람들에게 활기를 불어넣었던 것이다. 도시에는 아예 유흥 지구가 따로 있었으며, 이 곳에는 연극 배우, 꼭두각시 인형가, 칼을 삼키는 사람, 뱀을 다루는 사람, 이야기꾼, 음악가와 가수, 주점, 휴식처 등이 있어 사람들에게 풍요로운 여가 문화를 제공하였다. 사람들은 이 곳에서 밥을 먹거나 차를 마시며 담소를 나누었고, 예술품들을 비평하거나 뒷소문을 서로 전하는 등 즐거운 시간들을 보냈다. 송나라 대에는 지역간의 교류가 활발하였기에 지역들의 특색적인 요리들도 빠르게 전역으로 전파되었고, 이 요리들이 다른 지역들의 것들과 결합되며 요리도 더더욱 풍성해졌다. 연극은 엘리트 계급이나 대중들 모두에게 인기가 많았으며, 당시 개봉에 있었던 4개의 거대한 연극장은 모두 각각 수 천명에 달하는 인원을 수용할 수 있을 정도였다. 집에서도 즐길 수 있는 여가거리들도 많았는데, 사람들은 주로 가정집에서 바둑이나 장기를 두며 시간을 보냈다.

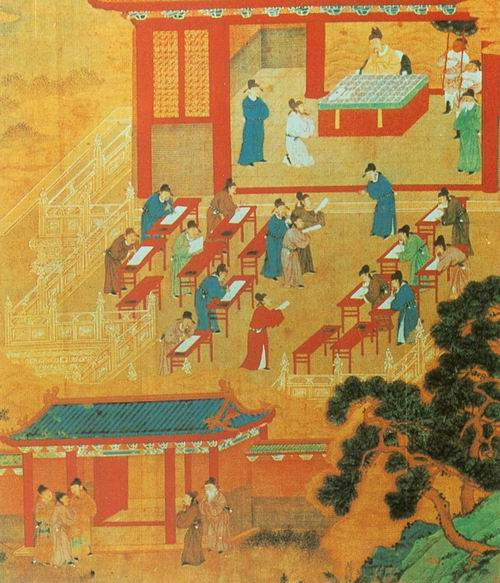
송나라의 과거시험

### 과거제
송나라 시기, 관리들을 채용하는 방식으로 과거제가 중요시 여겨지기 시작했다. 이전 왕조들까지만 해도 혈통을 중시하여 세습적인 관료 임용 방식을 채택하였던 것과는 달리, 송나라는 능력과 실무 중심으로 관리들을 뽑고자 하였던 것이다. 송나라 시대에는 역대 어느 시대보다도 매우 왕성하게 과거제도가 이루어진 시기여서 거의 3년에 1번 시행하였고, 1번에 약 3~400명이 합격하였다.과거제는 이미 수나라와 당나라 때부터 실시는 되었으나, 송나라 때 들어서야 관리 임용의 유일한 방식으로 바뀌었다. 또한 인쇄술의 발달로 인하여 서책의 양이 늘어났고, 이는 유생들이 더 쉽게 공자와 맹자의 학문을 접할 수 있게 하는 결과를 낳았기에 유생들의 기본적인 실력도 더 올라갔던 것이다. 이로 인하여 과거제의 경쟁도 극심해졌는데, 11세기 초 과거제에 응시하던 사람들이 3만 명에 불과했던 것과는 달리, 13세기 후반에 이르자 40만 명에 달하는 유생들이 과거에 응시했다. 이러한 과거제도는 능력 중심 사회, 사회적 유동성, 경쟁의 공평성 등을 송나라 사회에 불어넣었고, 사회 전반적으로 건전한 분위기를 만들었다. 다만 이때에도 완전한 경쟁은 이루어지지 않았는데, 간혹 유생들이 혈연과 지연, 학연 등을 이용하여 과거 시험관을 매수하는 경우도 있었고, 애초에 과거에 지원할 수 있는 자들이 부유한 가문에서 자라 고등한 교육을 받을 수 있었던 특권층들이었기 때문이었다. 허나 이러한 단점들에도 불구하고, 관리를 시험을 쳐 뽑는다는 것은 당시 세계에서도 가장 진보적인 생각이었다. 당시 유럽이나 인도 등 주요 국가들에서는 모두 세습하여 관직을 물려주었던 것이다. 송나라 건국 초기만 해도 조정은 크게 2개의 파로 나뉘어 있었다. 첫째 파는 황제와 친분이 있는 세습 귀족파들로, 결혼과 상속을 통하여 권력을 유지하고 있었다. 나머지 파는 능력을 통하여 고위직으로 올라온 자들로, 세습 귀족파들을 경멸하는 경향이 강했다. 시간이 흐르자 정치력이 부족할 수 밖에 없는 세습 귀족들은 점차 뒤처지기 시작했고, 그 자리는 대신 유생이나 전문적인 관료들이 대체했다.
송나라는 워낙 인구가 많고 다스려야 할 영토도 광대했기에, 정부가 거느리던 관리들의 수도 엄청났다. 대략 2만 명에 달하는 관리들이 있었으며, 이마저도 수를 줄이고 줄인 것이었다. 지방 지역들에서는 사대부 계급들이 권력을 쥐고 자신들끼리 대소사를 처리하였으며, 이들은 중앙 정부의 제어도 잘 받지 않으려 하였다. 이 사대부 계급들은 주로 과거에 응시하였지만 낙방한 자들, 급제하였으나 아직 관리에 임용되지 못한 자들, 은퇴한 관리들, 지역 유지들, 과거 응시 후보자들 등으로 구성되어 있었다. 이들은 절대 다수가 고등 교육을 받은 엘리트 계급이었고, 지방관들은 이들에 의지하여 행정을 처리해야만 할 정도로 권력이 강했다. 특히 교육체계를 개혁하고자 한 휘종 때에 이들의 권력이 더욱 강해졌는데, 이는 정부가 점차 학교들에 대한 간섭을 줄이고 지방 사대부들에게 권한을 전적으로 일임했기 때문이었다. 중앙 정부는 학교 뿐만 아니라 상업, 지방자치단체 등에도 거의 관여하지 않았고, 대신 사대부들에게 이 역할을 맡겨 자율성을 부여하였던 것이다.

### 종교

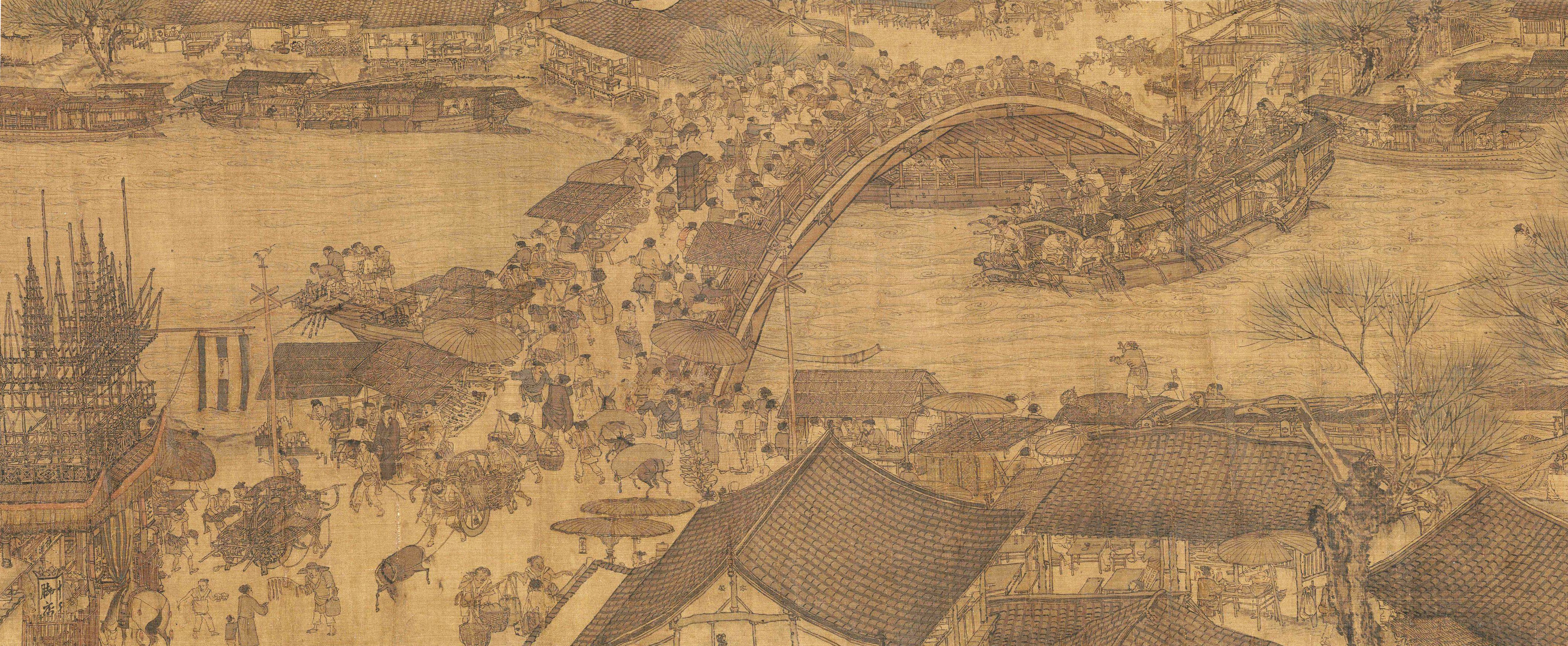
청명상하도 중 일부

초기에는 [사대서](四大書)라 총칭하는 대부분의 서책 편찬이 차례로 이루어졌다. 역사분야에서는 신당서,신오대사, 그리고 사마광에 의해 편년체로 기술된 자치통감이 있다. 과거제도의 융성으로 인해 지식인은 대부분 완전히 유교를 기초로 한 인물들이 많아 송나라는 역대 어느 왕조보다도 유학(儒學)이 강했던 시대였다. 그 유학중에도 도학이라고 불리는 새로운 학문이 시작되었는데, 후에 주자(朱子)에 의해 집대성된 주자학이 바로 그것이다. 불교는 황실의 경우, 이전 당나라의 시조 이연이 노자와 성씨가 같다는 이유로 도교를 불교보다 우선시하는 도선불후를 표방함으로써 대체로 도교를 숭배했던 것과 달리 조광윤은 불선도후를 선언함으로써 불교를 도교보다 우선시하였다. 송대에는 경사업이 진행되었으나, 이 경전의 대부분은 당시 말기였던 인도의 불교상황의 영향을 받아 거의 밀교에 속하는 경전이었다. 당나라 시대까지 이어진 교종은 회창폐불의 타격에서 회복되지 못하고 송나라대에서는 거의 자취를 감추고, 실천적인 교의를 가진 선종이 선가 5종으로 뻗어나가며 송대의 주요 종파가 되었다. 또한 민간에는 나무아미타불을 염불하면 극락으로 간다는 정토교도 융성하게 되었다. 선종은 이 시대에 중국에서 한국과 일본에 전해져 두 나라에 많은 영향을 끼쳤다. 또한 불탑 양식의 경우 당대까지는 4각형 불탑이 유행한 반면 당말기부터 나타나기 시작한 8각형 불탑이 거란에서 동시에 유행하기 시작하여 보편화되었다. 이러한 요송 불탑의 양식은 현재까지 중국 불탑의 보편적인 양식으로 자리잡았다. 도교는 송 마지막 황제인 흠종이 기존의 불선도후 정책을 폐기하고 도선불후 정책을 취했다. 당시 민간도교였던 진대도교, 태일교, 전진교 등이 이 시대에 나타났다.

### 문학
송나라 시대의 문학은 당나라 중기의 고문운동(古文運動)을 물려받았다. 이 흐름에는 구양수에 의한 송문학의 주류가 되어, 당송팔대가라 불리는 명문가가 활약했다. 팔대가 이외는 황정견, 범중엄, 사마광 등의 이름이 열거된다. 한시(漢詩)에서는 당나라대까지의 서정시에 비해 매우 일상적이고 평이한 서사시(叙事詩)가 나오게 되었다. 또 당 말기에 서서히 늘어나기 시작한 사(詞)의 분야도 이 시기에 융성을 맞이했다.

### 음악
송나라 시대의 음악인 송악은 크게 사악(詞樂)과 교방악(敎坊樂),대성아악(大晟雅樂)으로 나뉜다. 사악은 송나라의 주요 문예장르인 사(詞)에 음악을 붙인 것으로 크게 여제자들의 악가무 공연으로 이루어진 대곡(大曲)과 서정적인 내용의 음악의 사만을 노래하는 산사로 나뉘었다. 교방악은 송나라의 궁중악가무(樂歌舞)를 일컫는다. 송의 교방악 원형은 전하지 않고 있으나 고려시대 송의 교방악이 전해져 현재 헌선도, 수연장, 오양선, 연화대, 포구락 등 다섯 개의 작품이 조선시대를 거쳐 오늘날까지도 원형 그대로, 혹은 복원되어 전해지고 있다. 고려에서는 소위 당악정재로 알려진 송의 교방악은 죽간자 등 여러 종류의 의물이 등장하고, 연주의 시작과 끝에 무용수가 노래로 부르는 한문가사의 치와 구호가 나오며, 춤추는 도중에 무용수가 노래부르는 창사가 한시인 점이 특징이다. 12세기 고려에 수용된 대성아악은 송나라 휘종이 1114년과 1116년에 전해준 것이다. 휘종은 쇠퇴한 아악을 정비하기 위해 위한진의 도움을 받아 창시한 재례음악이 대성아악이다.

### 미술
송나라 시대의 미술은, 수묵화, 산수화 분야의 발흥기라 할 수 있어 다수의 작품이 그려졌다. 송나라 시대의 화단에는 2종류의 흐름이 있어 조정이 만든 한림도화원이라 불리는 국립미술 아카데미 속에서 태어난 원체화(院体画)와 민간의 사대부에 의해 생긴 문인화(文人画)등 2개가 바로 그것이다. 또 책의 분야에서는 송나라의 4대가라 일컬어지는 소철, , 황정견, 채양 4사람을 열거하는데, 휘종과 그의 재상이던 채경도 포함될 수 있다. 휘종은 금체라고 불리는 필체를 만들기도 했다. 도자기 분야에서는 현재도 도자기 마을로 유명한 경덕진이 청백자의 생산을 계기로 일대 생산지가 되었던 시기였다.

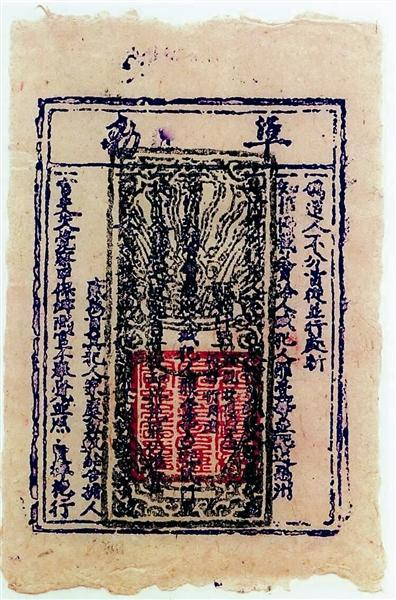
송나라의 교자(지폐)

### 경제
요나라와의 전연의 맹세에 지불한 것으로 알려진 재물은 비단 20만필, 은 10만량이라고 알려진 액수는 정확히 알 수 없지만 거액임에는 틀림없으나, 진종이 봉선의식을 거행할때 사용한 비용은 전연의 맹세에 지불한 액수의 60배에 달한다고 한다. 송은 금에게도 세폐를 제공했는데, 30만량의 은과 10만필의 비단을 제공하였다.허나 송나라가 이러한 양의 공물을 바칠 수 있었던 것은, 송나라의 경제가 워낙 거대하였기 때문이었다. 송나라가 워낙 부유했기에 전쟁을 일으키는 것보다 차라리 어느 정도의 돈을 내고 평화를 사는 것이 더 저렴하다고 생각했던 것이다.
송나라 시기에는 식의 증산에 따라 이것을 운반하기 위한 수운(水運)도 빠르게 발달하였다. 매우 세밀한 운하망이 구축되어 운하는 전국의 ¾ 지역을 망효율적으로 이어주었다. 수도 개봉은 이 운하를 사용하는 것을 전제로 한 도시였기에 내부를 운하로 관통할 수 있었을 정도였다.  이수군의 발달과 함께 이전 시대까지 경시했던 해운기술이 대폭적으로 향상되어 정크선이 개발되어 일본, 고려부터 동남아시아, 인도에까지 이르는 광대한 지역을 무대로 교역망이 발전하게 되었다. 사람들은 주식회사들에 자본을 토자하여 이윤을 내고자 했고, 양쯔 강과 대운하를 통하여 수없이 활발하게 오가는 상선들이 송나라를 국제적으로, 국내적으로도 이었다. 대상인들이 떠올랐고, 이들은 정부가 소유하지 않은 사업 분야들을 독점하며 금력을 바탕으로 정계까지 진출했다. 예술과들과 상인들은 길드를 형성하여 대정부교섭에서 발언권을 얻고자 하였으며, 이들은 이 길드를 통하여 세금 관련 논의를 하고, 상품에 가격을 매기고 일꾼들의 임금을 결정하며 거래를 진행하곤 했다.
송나라 시기에는 특히 철 산업이 발달했는데, 원래 송나라의 철강 산업은 정부가 독점하였으나 이후 수요가 증가하자 민관이 나누어 산업을 진행하게 된 것이다. 민간 사업자들은 스스로 용광로를 만들어 철들을 생산해냈고, 이로 인해 철이 대략 공급되자 경제 발전은 더더욱 촉진되었다. 당시 송나라는 매년 수억 킬로그램의 철을 생산할 수 있을 정도였다. 11세기 전까지만 하여도 용광로에 불을 지피기 위하여 엄청난 양의 숲들이 벌채되었는데, 11세기에 목탄 대신 석탄을 쓰는 공법이 도입되며 획기적인 변화가 일어났으며 효율성도 증대되었다. 이렇게 만들어진 철들 대부분은 군사적 용도로 쓰였으며, 무기나 갑옷을 만드는데 활용되었다. 또한 송나라 정부가 새로운 운하를 개통하며 철제 상품들을 수도 개봉과 같은 거대한 시장들로 쉽게 유입될 수 있도록 하였고, 철 수요를 더더욱 증가시키며 선순환을 유도했다.
1085년 경, 송나라는 대략 매년 60억 개에 달하는 구리 동전들을 발행하고 있었다. 허나 이런 막대한 양의 동전을 발행하여도 수요를 따라가지 못하니 정부는 세계에서 처음으로 종이로 만든 돈, 즉 지폐를 발행하여 유통시키기 시작하였다. 송나라는 후이저우, 청두, 항저우 등의 대도시에 지폐 발행 공장을 지었고, 이것과 함께 약속어음이 운용되었다. 1175년에는 이 공장들에 몇 천 명이 넘는 인부들이 고용되어 있었다고 전해진다. 사천, 섬서지역에서는 세계 최초의 지폐라 할 수 있는 교자(交子)가 발행되어 유통되었다.

## 역대 황제

### 북송
| 어진 | 대수  | 묘호                            | 시호                                                                            | 성명            | 연호 | 재위기간        | 능묘                             |
| ---- | ----- | ------------------------------- | ------------------------------------------------------------------------------- | --------------- | --- | --------------- | -------------------------------- |
|      | ―     | 송 성조 (宋聖祖) (송 태조 추숭) | 상령고도 구천사명 보생천존대제 (上靈高道 九天司命 保生天尊大帝)                 | 조현랑 (趙玄朗) | ― | ―               | ―                                |
|      | ―     | 송 희조 (宋僖祖) (송 태조 추숭) | 입도조기적덕 기공의문헌무 예화지효황제 (立道肇基積德 起功懿文憲武 睿和至孝皇帝) | 조조 (趙朓)     | ― | ―               | ―                                |
|      | ―     | 송 순조 (宋順祖) (송 태조 추숭) | 혜원예명황제 (惠元睿明皇帝)                                                     | 조정 (趙珽)     | ― | ―               | ―                                |
|      | ―     | 송 익조 (宋翼祖) (송 태조 추숭) | 간공예덕황제 (簡恭睿德皇帝)                                                     | 조경 (趙敬)     | ― | ―               | ―                                |
|      | ―     | 송 선조 (宋宣祖) (송 태조 추숭) | 소무예성황제 (昭武睿聖皇帝)                                                     | 조홍은 (趙弘殷) | ― | ―               | ―                                |
|      | 초대  | 송 태조 (宋太祖)                | 계운입극영무 예문신덕성공 지명대효황제 (啓運立極英武 睿文神德聖功 至明大孝皇帝) | 조광윤 (趙匡胤) | 건륭(建隆) 960년 ~ 963년 건덕(乾德) 963년 ~ 968년 개보(開寶) 968년 ~ 976년 | 960년 ~ 976년   | 영창릉 (永昌陵)                  |
|      | 제2대 | 송 태종 (宋太宗)                | 지인응도신공 성덕문무예열 대명광효황제 (至仁應道神功 聖德文武睿烈 大明廣孝皇帝) | 조경 (趙炅)     | 태평흥국(太平興國) 976년 ~ 984년 옹희(雍熙) 984년 ~ 987년 단공(端拱) 988년 ~ 989년 순화(淳化) 990년 ~ 994년 지도(至道) 995년 ~ 997년 | 976년 ~ 997년   | 영희릉 (永熙陵)                  |
|      | 제3대 | 송 진종 (宋眞宗)                | 응부계고신공 양덕문명무정 장성원효황제 (應符稽古神功 讓德文明武定 章聖元孝皇帝) | 조항 (趙恆)     | 함평(咸平) 998년 ~ 1003년 경덕(景德) 1004년 ~ 1007년 대중상부(大中祥符) 1008년 ~ 1016년 천희(天禧) 1017년 ~ 1021년 건흥(乾興) 1022년 | 997년 ~ 1022년  | 영정릉 (永定陵)                  |
|      | 제4대 | 송 인종 (宋仁宗)                | 체천법도극공 전덕신문성무 예철명효황제 (體天法道極功 全德神文聖武 睿哲明孝皇帝) | 조정 (趙禎)     | 천성(天聖) 1023년 ~ 1032년 명도(明道) 1032년 ~ 1033년 경우(景祐) 1034년 ~ 1038년 보원(寶元) 1038년 ~ 1040년 강정(康定) 1040년 ~ 1041년 경력(慶曆) 1041년 ~ 1048년 황우(皇祐) 1049년 ~ 1054년 지화(至化) 1054년 ~ 1056년 가우(嘉祐) 1056년 ~ 1063년 | 1022년 ~ 1063년 | 영소릉 (永昭陵)                  |
|      | 제5대 | 송 영종 (宋英宗)                | 체건응력융공 성덕헌문숙무 예성선효황제 (體乾應歷隆功 盛德憲文肅武 睿聖宣孝皇帝) | 조서 (趙曙)     | 치평(治平) 1064년 ~ 1067년 | 1063년 ~ 1067년 | 영후릉 (永厚陵)                  |
|      | 제6대 | 송 신종 (宋神宗)                | 소천법고운덕 건공영문열무 흠인성효황제 (紹天法古運德 建功英文烈武 欽仁聖孝皇帝) | 조욱 (趙頊)     | 희녕(熙寧) 1068년 ~ 1077년 원풍(元豊) 1078년 ~ 1085년 | 1067년 ~ 1085년 | 영유릉 (永裕陵)                  |
|      | 제7대 | 송 철종 (宋哲宗)                | 헌원계도현덕 정공흠문예무 제성소효황제 (憲元繼道顯德 定功欽文睿武 齊聖昭孝皇帝) | 조후 (趙煦)     | 원우(元祐) 1086년 ~ 1094년 소성(紹聖) 1094년 ~ 1098년 원부(元符) 1098년 ~ 1100년 | 1085년 ~ 1100년 | 영태릉 (永泰陵)                  |
|      | 제8대 | 송 휘종 (宋徽宗)                | 체신합도준렬 손공성문인덕 헌자현효황제 (體神合道駿烈 遜功聖文仁德 憲慈顯孝皇帝) | 조길 (趙佶)     | 건중정국(建中靖國) 1101년 숭녕(崇寧) 1102년 ~ 1106년 대관(大觀) 1107년 ~ 1110년 정화(政和) 1111년 ~ 1118년 중화(重和) 1118년 ~ 1119년 선화(宣和) 1119년 ~ 1125년                                                                                   | 1100년 ~ 1125년 | 영우릉 (永佑陵) (영고릉(永固陵)) |
|      | 제9대 | 송 흠종 (宋欽宗)                | 공문순덕 인효황제 (恭文順德 仁孝皇帝)                                           | 조환 (趙桓)     | 정강(靖康) 1126년 ~ 1127년 | 1125년 ~ 1127년 | 영헌릉 (永獻陵)                  |

### 남송
| 어진 | 대수  | 묘호             | 시호                                                                            | 성명        | 연호 | 재위기간        | 능묘                |
| ---- | ----- | ---------------- | ------------------------------------------------------------------------------- | ----------- | --- | --------------- | ------------------- |
|      | 제1대 | 송 고종 (宋高宗) | 수명중흥전공 지덕성신무문 소인헌효황제 (受命中興全功 至德聖神武文 昭仁憲孝皇帝) | 조구 (趙構) | 건염(建炎) 1127년 ~ 1130년 소흥(紹興) 1131년 ~ 1162년 | 1127년 ~ 1162년 | 영사릉 (永思陵)     |
|      | 제2대 | 송 효종 (宋孝宗) | 소통동도관덕 소공철문신무 명성성효황제 (紹統同道冠德 昭功哲文神武 明聖成孝皇帝) | 조선 (趙昚) | 융흥(隆興) 1163년 ~ 1164년 건도(乾道) 1165년 ~ 1173년 순희(淳熙) 1174년 ~ 1189년 | 1162년 ~ 1189년 | 영부릉 (永阜陵)     |
|      | 제3대 | 송 광종 (宋光宗) | 순도헌인명공 무덕온문순무 성철자효황제 (循道憲仁明功 茂德溫文順武 聖哲慈孝皇帝) | 조돈 (趙惇) | 소희(紹熙) 1190년 ~ 1194년 | 1189년 ~ 1194년 | 영숭릉 (永崇陵)     |
|      | 제4대 | 송 영종 (宋寧宗) | 법천비도순덕 무공인문철무 성예공효황제 (法天備道純德 茂功仁文哲武 聖睿恭孝皇帝) | 조확 (趙擴) | 경원(慶元) 1195년 ~ 1201년 가태(嘉泰) 1201년 ~ 1205년 개희(開禧) 1205년 ~ 1208년 가정(嘉定) 1208년 ~ 1225년 | 1194년 ~ 1224년 | 영무릉 (永茂陵)     |
|      | 제5대 | 송 이종 (宋理宗) | 건도비덕대공 부흥열문인무 성명안효황제 (建道備德大功 復興烈文仁武 聖明安孝皇帝) | 조윤 (趙昀) | 보경(寶慶) 1225년 ~ 1227년 소정(紹定) 1228년 ~ 1233년 단평(端平) 1234년 ~ 1236년 가희(嘉熙) 1237년 ~ 1240년 순우(淳祐) 1241년 ~ 1252년 보우(寶祐) 1253년 ~ 1258년 개경(開慶) 1259년 경정(景定) 1260년 ~ 1264년 | 1224년 ~ 1264년 | 영목릉 (永穆陵)     |
|      | 제6대 | 송 도종 (宋度宗) | 단문명무 경효황제 (端文明武 景孝皇帝)                                           | 조기 (趙禥) | 함순(咸淳) 1265년 ~ 1274년 | 1264년 ~ 1274년 | 영소릉 (永紹陵)     |
|      | 제7대 | ―                | 효공의성황제 (孝恭懿聖皇帝) (공황제(恭皇帝)) (영국공(瀛國公))                   | 조현 (趙顯) | 덕우(德祐) 1275년 ~ 1276년 | 1274년 ~ 1276년 | 영국공묘 (瀛國公墓) |
|      | 제8대 | 송 단종 (宋端宗) | 유문소무 민효황제 (裕文昭武 愍孝皇帝) (상황제(殤皇帝))                          | 조시 (趙昰) | 경염(景炎) 1276년 ~ 1278년 | 1276년 ~ 1278년 | 영복릉 (永福陵)     |
|      | 제9대 | ―                | 소황제 (少皇帝) (유주(幼主)) (위왕(衛王))                                       | 조병 (趙昺) | 상흥(祥興) 1278년 ~ 1279년 | 1278년 ~ 1279년 | 소제릉 (少帝陵)     |

## 같이 보기
- 북송
- 남송
- 송나라의 역대 황제 가계도
- 소옹